# نادي خدمات المغازي
نادي خدمات المغازي هو نادي رياضي فلسطيني من قطاع غزة ويقع النادي في مخيم المغازي في محافظة الوسطى.